# عبد الله عواجي
عبد الله عواجي لاعب كرة قدم سعودي و يلعب في مركز الوسط.
لعب سابقاً مع نادي الفيصلي ونادي الوطني ونادي المجزل ونادي الرياض ونادي ساجر ونادي السلمية.

## روابط خارجية
- عبد الله عواجي على موقع قاعدة بيانات كرة القدم.إي يو (الإنجليزية)
- عبد الله عواجي على موقع Soccerway.com (الإنجليزية)
- عبد الله عواجي على موقع كووورة